# Municipio de Pueblo Belén
Belén es uno de los seis municipios del departamento de Salto, Uruguay. Tiene como cabecera a la localidad de Belén.

## Ubicación
El municipio se encuentra localizado en la zona noroeste del departamento de Salto, limita al norte con el departamento de Artigas, al oeste con la República Argentina, y al sur con el municipio de Constitución.

## Características
El municipio de Belén fue creado por Ley Nº 18.653, de 15 de marzo de 2010, y forma parte del departamento de Salto. Su territorio comprende el distrito electoral JDE de ese departamento.
Forman parte del municipio las siguientes localidades y áreas:
- Belén
- Chacras de Belén

## Autoridades
La autoridad del municipio es el Concejo Municipal, compuesto por el Alcalde y cuatro Concejales.
Alcaldes según período:
| Nº | Alcalde                 | Partido             | Inicio del mandato      | Fin del mandato         | Observaciones   | Concejales                                                                        |
| -- | ----------------------- | ------------------- | ----------------------- | ----------------------- | --------------- | --------------------------------------------------------------------------------- |
| 1  | Gustavo Viera           | Partido Nacional PN | 9 de julio de 2010      | 8 de julio de 2015      | Alcalde elegido |                                                                                   |
| 2  | Rodolfo Ariel Hernández | Frente Amplio FA    | 9 de julio de 2015      | 29 de noviembre de 2020 | Alcalde elegido | Ebert Roibal (FA) Jonhy Finozzi (FA) Gustavo Viera (PN) Ramón Rodríguez (PC)      |
| 3  | Luis Enrique Zuliani    | Frente Amplio FA    | 30 de noviembre de 2020 | 2025                    | Alcalde elegido | Nery Colombo (FA) Gulliana Finozzi (PN) Gustavo Viera (PC) Alejandro Cáceres (PC) |